# José María Serra de Castro
José María Serra de Castro (n. Santo Domingo, 1819 – f. Mayagüez, 1888), prócer de la independencia de la República Dominicana, fue miembro fundador de la sociedad secreta, político-militar denominada La Trinitaria, fue además pionero del periodismo dominicano.

## Biografía
En unión de Juan Isidro Pérez, Remigio Castillo, Pedro Antonio Bobea, Félix María del Monte, Rosa Duarte y otros trinitarios, participó en las obras teatrales de la Sociedad La Filantrópica que se presentaban en el edificio de la Cárcel Vieja, ubicado al lado del Palacio de Borgellá, frente al Parque Colón,  con el propósito de generar conciencia en el público sobre la causa independentista dominicana y obtener también recursos económicos que les permitió financiar la compra de municiones y cubrir los gastos de sus actividades en pro de la independencia.
El 27 de febrero de 1844, en compañía de sus compañeros trinitarios, participó en la proclamación de la República Dominicana.
Al poco tiempo de instaurada la República Dominicana fundó el periódico El Dominicano con el objetivo de promover los ideales patrióticos, permaneciendo siempre apegado al ideario trinitario.
En 1848, congenió con la administración de Manuel Jimenes, por lo que cuando aquel fue derrocado, en 1849, instituyéndose el régimen de Buenaventura Báez Méndez, fue considerado adepto del depuesto presidente, causándosele, por ello, azarosas pesadumbres que lo motivaron a que abandone su país, trasladándose a Saint Thomas y de allí a Mayagüez, donde fijó su residencia definitiva, laborando como periodista y docente.
En 1887, a fin de que sean publicados, entregó al presbítero y político Fernando Arturo de Meriño, sus apuntes sobre una breve historia de la organización secreta independentista a la que perteneció. Documento que ha permitido que considerables informaciones históricas relativas a la formación de La Trinitaria se hayan conseguido conocer.

## Fallecimiento
Este falleció en Mayagüez, en 1888
En 1915 por gestiones ejecutadas por la Sociedad Académica Colombina, sus restos fueron repatriados a República Dominicana.